# Palazzo di Holyrood
Il Palazzo di Holyroodhouse (in inglese: Palace of Holyroodhouse o informalmente Holyrood Palace), fondato come monastero da Davide I di Scozia nel 1128, è stato adibito a residenza principale dei sovrani di Scozia a far data dal XVI secolo; la sua ultima abitante fu la regina Maria Stuarda.
Il palazzo è ubicato a Edimburgo alla fine del Royal Mile. Il palazzo di Holyroodhouse è la residenza ufficiale in Scozia di Sua Maestà che qui trascorre alcune settimane all'inizio dell'estate.
Holyrood è una anglicizzazione dello scozzese Haly Ruid (Santa Croce).

## Abbazia

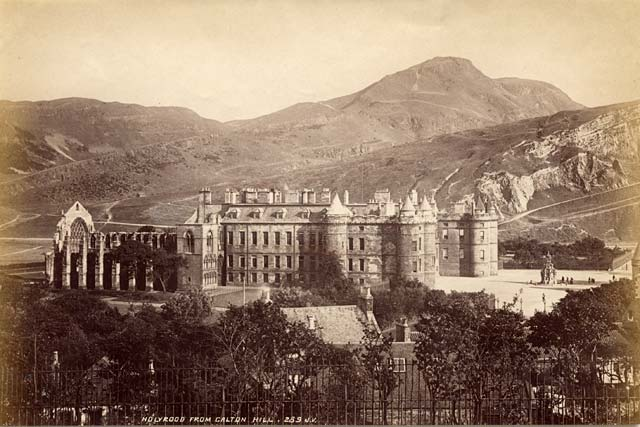
Una immagine del XIX secolo del Palazzo di Holyrood visto da Calton Hill

L'Abbazia agostiniana in rovina fu fatta costruire nel 1128 da re Davide I di Scozia. Essa è stata il luogo dell'incoronazione di diversi re scozzesi e di matrimoni reali. Il tetto dell'abbazia crollò nel XVIII secolo e non venne più ricostruito facendo sì che tutta la costruzione andasse in rovina.
L'abbazia venne adattata in Cappella per l'Ordine del Cardo da re Giacomo II d'Inghilterra ma venne poi distrutta durante una rivolta popolare. Nel 1691 la Kirk of the Canongate ha preso il posto della Cappella come parrocchia del Palazzo ed è qui che il regnante assiste ai servizi religiosi quando risiede nel Palazzo.

## Storia del palazzo

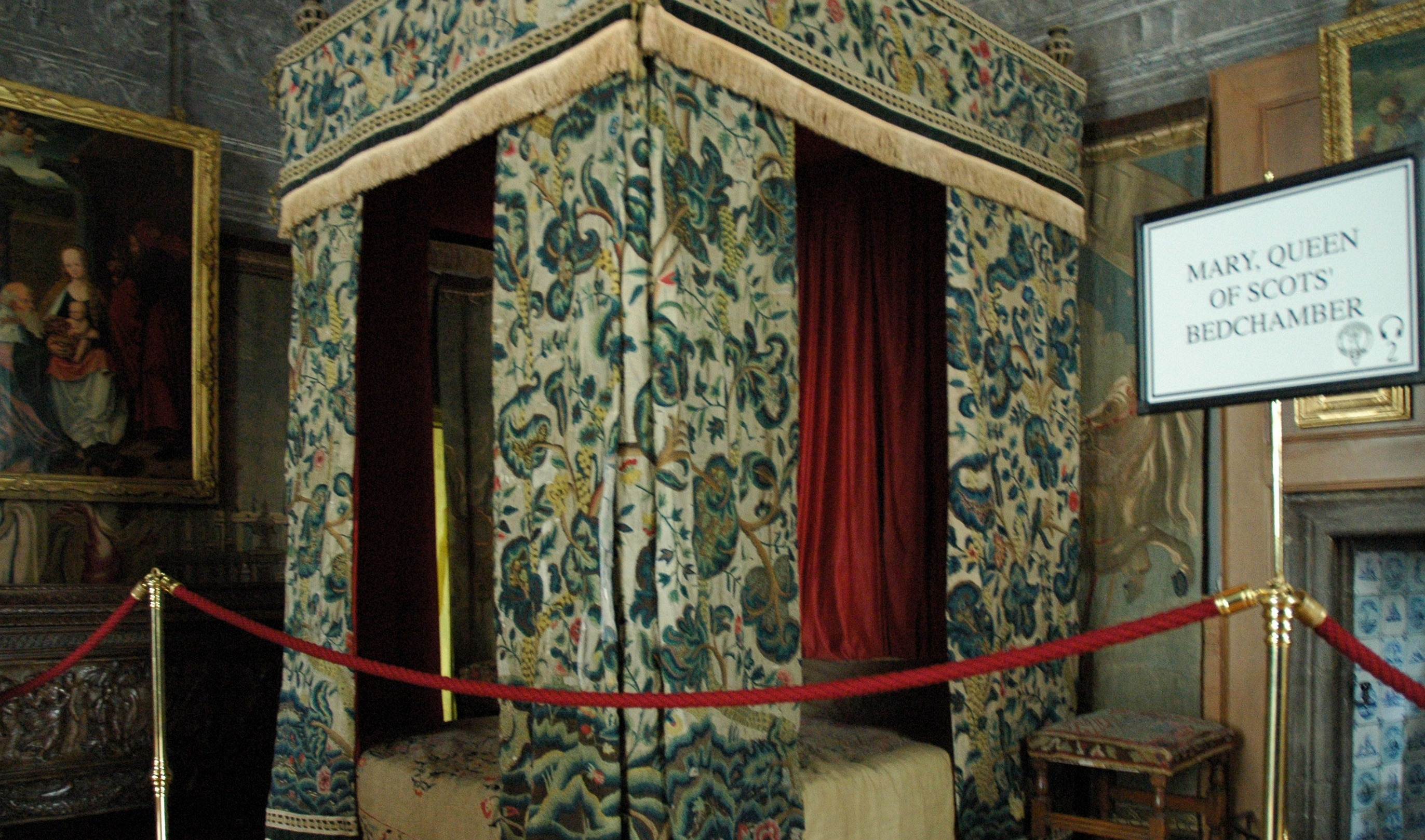
La stanza da letto di Maria Stuarda

Nel XV secolo vi era qui una foresteria sul sito dell'attuale ala nord del Palazzo, a ovest dell'Abbazia e del suo chiostro. Molti dei re medievali scozzesi risiedettero qui prima della costruzione del Palazzo. Giacomo II qui nacque, venne incoronato e si sposò. Fra il 1498 e il 1501, Giacomo IV fece costruire un nuovo edificio con il quale Holyrood iniziò a essere un palazzo nel vero senso della parola.
Il palazzo venne costruito a forma di quadrato a ovest del chiostro dell'Abbazia. Esso comprendeva una Cappella, gallerie, gli appartamenti reali e un grande salone delle feste. La cappella occupava l'attuale ala nord del palazzo e gli appartamenti della regina occupavano gran parte dell'ala sud. Un'altra ala a ovest era occupata dagli appartamenti del re e l'ingresso del palazzo. Giacomo V fece aggiungere, fra il 1528 e il 1536, altre costruzioni a iniziare dalla torre di nord-ovest della costruzione attuale. In questa torre vi sono le stanze un tempo occupate dalla regina Maria Stuarda.

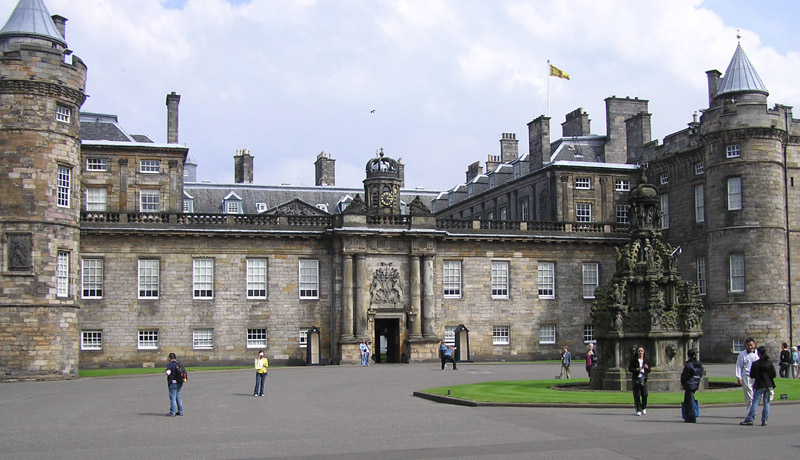
L'ingresso di Holyroodhouse nel periodo in cui il re non è al Palazzo (segnalato dall'esposizione dello Stendardo scozzese invece di quello britannico)

I tetti in legno delle stanze principali risalgono ai tempi di Maria Stuarda e i monogrammi MR (Maria Regina) e IR (Jacobus Rex) si riferiscono alla regina Maria Stuarda e a suo figlio Giacomo VI. Scudi commemoranti il matrimonio di Maria Stuarda con Francesco II di Francia vennero scolpiti nel 1559 ma messi in sito solo nel 1617. Gli appartamenti sono costituiti da due stanze per le udienze e una camera da letto, oltre a due piccole camere site nelle torrette d'angolo dell'edificio. Fu in una di queste camere che fu assassinato, il 9 marzo 1565, Davide Rizzio in presenza della regina.

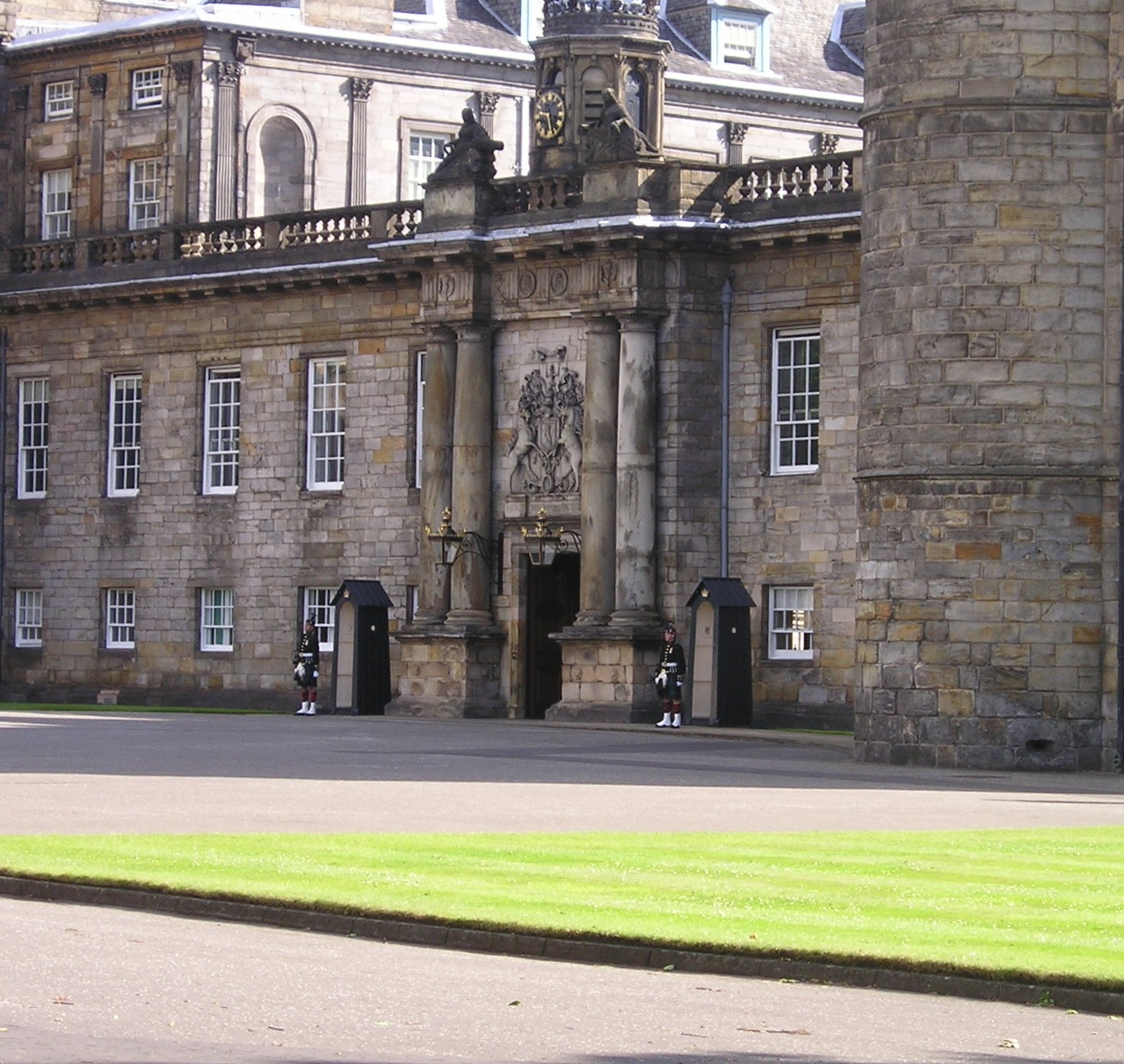
Sentinelle dei Royal Regiment of Scotland all'esterno dell'ingresso principale di Holyroodhouse

Dopo che Giacomo VI divenne re d'Inghilterra, nel 1603, e si trasferì a Londra, il palazzo non fu più sede permanente della corte reale. Giacomo vi ritornò in visita nel 1617 così come venne Carlo I nel 1633, quando qui venne incoronato re di Scozia nell'abbazia di Holyrood.
Nel 1650, in modo fortuito o procurato, il palazzo prese fuoco durante la visita di Oliver Cromwell e delle sue truppe. Cromwell fece ricostruire il palazzo ma esso venne abbattuto e Carlo II lo fece ricostruire, nell'attuale struttura, fra il 1671 e il 1679 da sir William Bruce. Giacomo II d'Inghilterra visse Holyrood fra il 1679 e il 1682 durante la Crisi dell'esclusione.
Dopo il 1707 il Palazzo venne usato durante l'elezione dei Pari del regno. Carlo Edoardo Stuart tenne Corte a Holyrood per cinque settimane nel 1745 durante l'insurrezione giacobita del 1745, e, dopo la Rivoluzione francese, Giorgio III consentì al fratello più giovane di Luigi XVI, Carlo X di Francia, di soggiornare a Holyrood. Dopo il loro secondo esilio, i reali francesi vissero a Holyrood nuovamente fra il 1830 e il 1832, quando si trasferirono in Austria.

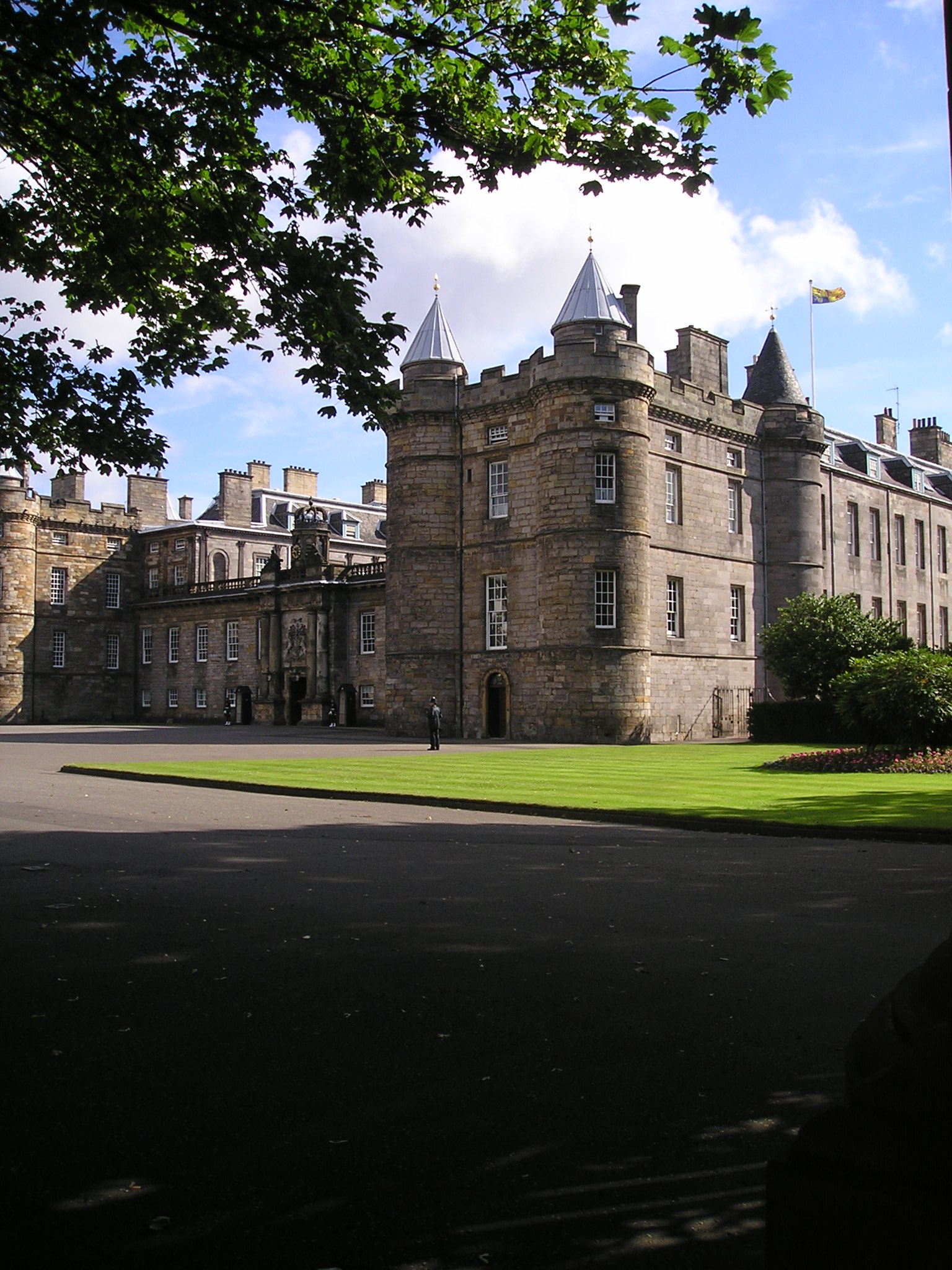
Holyroodhouse durante il soggiorno del sovrano (si noti lo stendardo reale del Regno Unito anziché quello scozzese)

In epoca moderna i reali hanno trascorso una sola settimana l'anno nel palazzo di Holyrood, tenendo formalmente corte a Edimburgo. La regina Elisabetta II usava la residenza di Edimburgo in occasione di impegni di Stato mentre in occasioni private preferiva risiedere nel castello scozzese di Balmoral. Il suo uso si è andato accrescendo fino al 1999, quando venne eletto il Parlamento scozzese, con la presenza del Principe di Galles e della principessa Anna. Durante la presidenza britannica dell'Unione europea, si è tenuto nel Palazzo di Holyrood una riunione del Consiglio europeo. Il 16 settembre 2010 vi venne accolto dai reali il pontefice Benedetto XVI in visita di stato.
Il castello è aperto alle visite del pubblico quando nessun membro della famiglia reale è presente.

## Bandiere a Holyroodhouse

Lo stendardo reale usato in Scozia
Lo stendardo reale scozzese
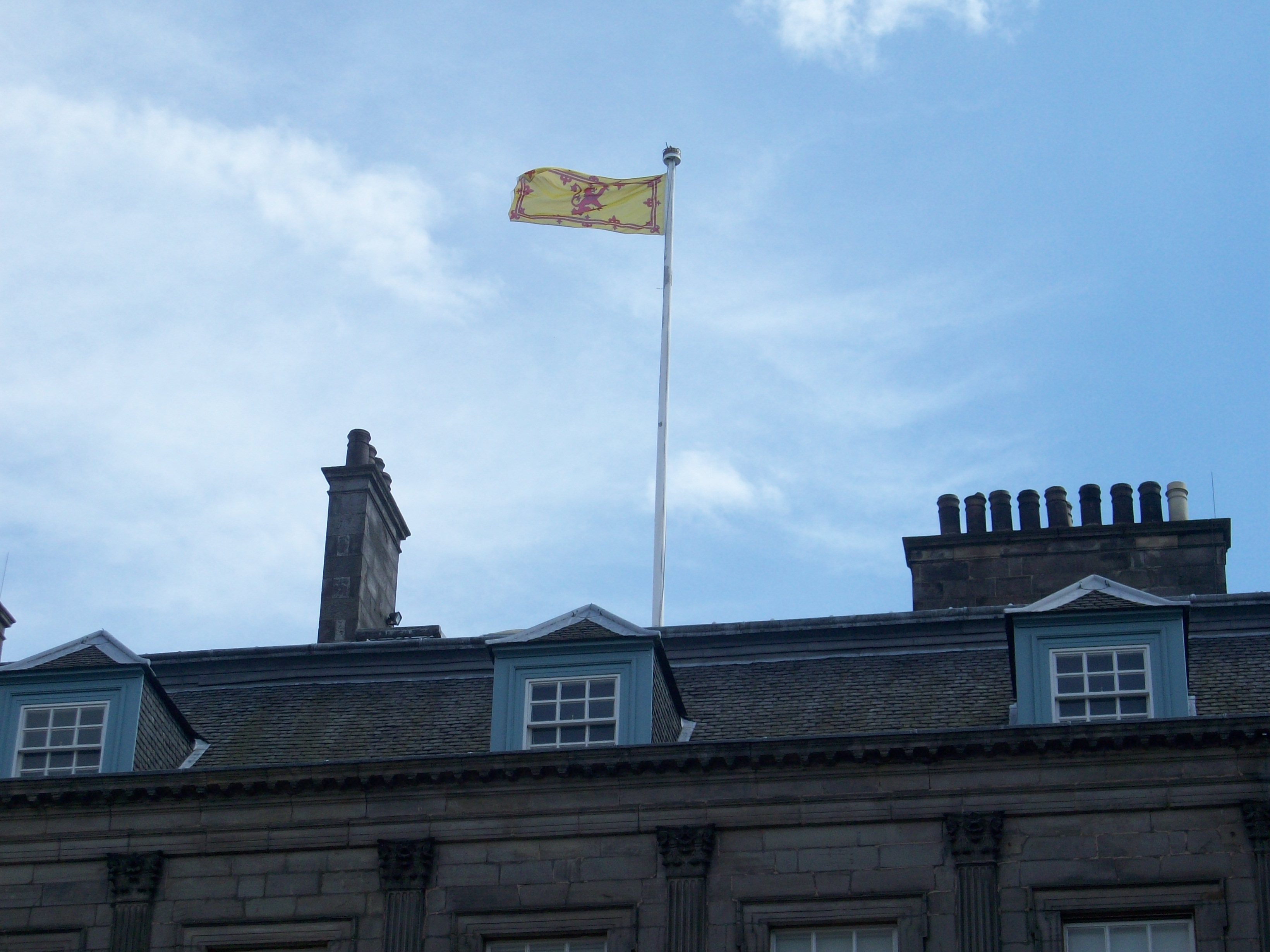
Lo stendardo reale scozzese sventola sul tetto del palazzo

Sul pennone del palazzo vengono issate due diverse bandiere: quando il re è presente viene innalzato lo stendardo reale britannico usato in Scozia, quando invece non è presente viene innalzato lo stendardo reale di Scozia (meglio noto come "leone rampante"), ovvero lo stendardo reale utilizzato dai sovrani dell'antico Regno di Scozia.